# De bien belles choses
De bien belles choses était une émission de télévision québécoise qui donnait des trucs et des conseils de la vie de tous les jours peu chers à réaliser. L'ex-lieutenant-gouverneur du Québec, Lise Thibault en était l'animatrice. Produite à partir des studios CKTM-TV de Trois-Rivières, elle a été diffusée à partir du 14 septembre 1982 sur toutes les stations de la Télévision de Radio-Canada.